# 삼등사장
"삼등사장"은 한국에서 제작된 이봉래 감독의 1965년 영화이다. 곽규석 등이 주연으로 출연하였고 이봉래 등이 제작에 참여하였다.

## 출연

### 주연
- 곽규석
- 최지희
- 김희갑

## 기타
- 조명: 임호
- 미술: 홍명기